# Richard Moes

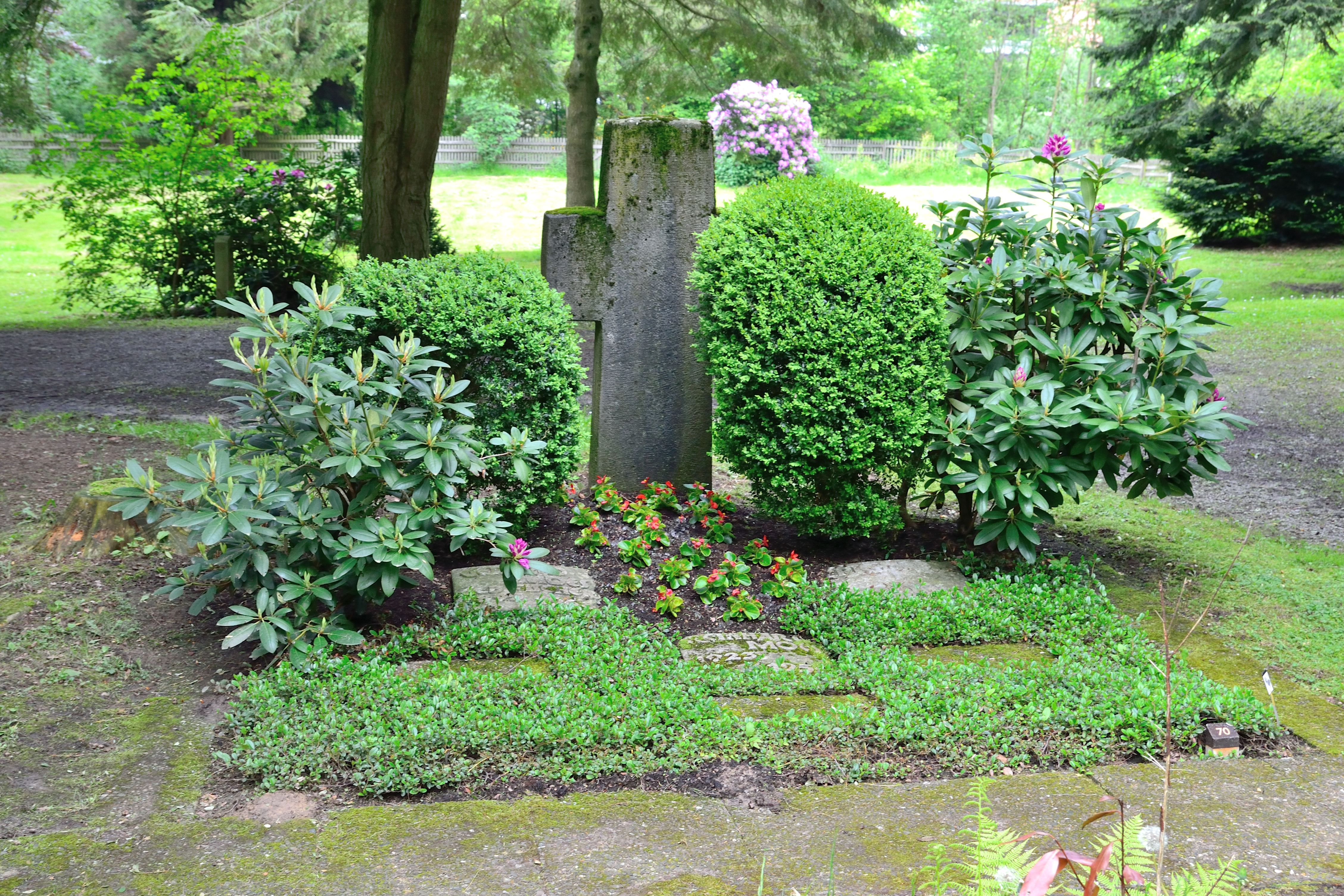
Grabstelle der Familie Moes auf dem Schorenfriedhof in Detmold

Richard Caspar Ernst Moes (* 31. Dezember 1887 in Breslau; † 10. Juli 1968 in Detmold) war ein deutscher CDU-Politiker und Bürgermeister.

## Leben
Richard Moes kam am 31. Dezember 1887 in Breslau zur Welt. Er war Sohn eines Fabrikanten. Sein Großvater war Christian August (1810–1872), sein Großonkel Friedrich Karl Moes (1808–1863) und sein Bruder war Hans Günther Moes (1886–1966).
Er besuchte das Gymnasium in Strehlen und legte hier 1908 das Abitur ab. Im Anschluss studierte er Volks- und Rechtswissenschaften an den Universitäten Heidelberg, Berlin und München. Ab November 1914 arbeitete in der Verwaltung der Stadt Guben und war von hier aus beteiligt an der Entwicklung des Systems der Lebensmittelmarken. Moes promovierte 1918 zum Doktor der Philosophie mit der Arbeit „Zur Systematik der kommunalen Kriegslebensmittelpolitik; zugleich ein Beitrag zur systematischen Gliederung und Begriffsbestimmung der Kriegslebensmittelpolitik überhaupt.“.
Später kam Richard Moes nach Bünde, wo er am 1. November 1925 ohne Gegenstimmen zum Bürgermeister gewählt wurde. Als Verfassungsanhänger machte er sich Feinde unter den konservativen Kräften, so ließ er zum Beispiel am 11. August, dem Jahrestag des Inkrafttretens der Weimarer Verfassung, öffentliche Feiern abhalten. Die Anfeindungen führten sogar zu einem Angriff auf sein Wohnhaus. Er wurde 1937 pensioniert, da die NSDAP ihn für „politisch unzuverlässig“ hielt, wobei ihm vor allem auch seine Mitgliedschaft in einer Freimaurerloge vorgehalten wurde.
1938 kam Richard Moes nach Detmold. Da man ihm die Aufnahme in die Reichsschrifttumskammer versagte, konnte er nicht wie gewünscht als Journalist arbeiten und eröffnete daher ein Zigarrenversandgeschäft. Er trat dem Lippischen Heimatbund bei und war ab 1939 dessen Geschäftsführer. Vom 15. Juni 1945 bis zum 7. Februar 1946 war er geschäftsführender Bürgermeister als Nachfolger des von der Militärbehörde ernannten Alex Hofmann, anschließend bis September 1946 Stadtdirektor. Ein zweites Mal war er Bürgermeister vom 24. März 1949 bis zum 20. November 1952. Sein Nachfolger wurde Bruno Kirchhof.
In der frühen Nachkriegszeit setzte sich Richard Moes insbesondere für die kulturelle Entwicklung Detmolds ein. Im Oktober 1945 schuf er die Grundlage für die 1946 erfolgte Gründung der Nordwestdeutschen Musikakademie, er war an der Entstehung verschiedener Chöre beteiligt, übernahm den Vorsitz des von ihm mitgegründeten Lippischen Theatervereins und des Detmolder Kulturbundes. Im November 1945 entstand nach seiner Anregung das Städtische Orchester, am 9. Dezember wurde im Lippischen Landesmuseum die Erste lippische Kunstausstellung eröffnet. Der Vorläufer der Volkshochschule Detmold, das Volksbildungswerk für Detmold und Umgebung, öffnete am 29. Mai 1946 seine Tore.
Unzufrieden mit dem Engagement des Lippischen Heimatbundes, gründete Moes 1953 den Detmolder Heimatverein. Das führte dazu, dass zum Ende des Jahres der Lippische Heimatbund eine neue Satzung beschloss und den Vorstand austauschte. Der Detmolder Heimatverein ging dann im Lippischen Heimatbund auf.
Richard Moes starb am 10. Juli 1968 in Detmold.

## Ehrungen
Richard Moes wurde am 31. Dezember 1962 zum Ehrenbürger von Bünde ernannt. In Holsen und Detmold sind Straßen nach ihm benannt worden.